# Beboelig zon

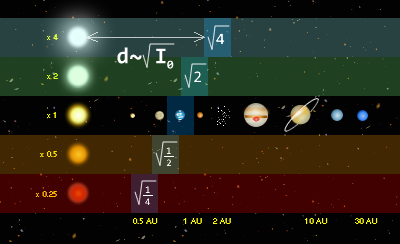
Ett exempel på ett system som bygger på stjärnluminositet för att förutsäga läget av den beboeliga zonen runt olika typer av stjärnor. Planetstorlekar, stjärnstorlekar, omloppslängder och beboelig zon-storlekar är inte skalenliga.

Beboelig zon (engelska: Habitable zone, HZ) är inom astronomi en region i rymden, runt en stjärna, där förhållandena är fördelaktiga för att upprätthålla liv.

## Allmänt
Det finns två kriterier som anses behöva uppfyllas samtidigt för att det ska vara troligt att liv ska kunna existera. Himlakroppen ska dels befinna sig inom den cirkumstellära beboeliga zonen i ett solsystem och dels ska solsystemet befinna sig inom den galaktiska beboeliga zonen i galaxen (dock är forskning på främst den senare punkten tunn). Zonen kallas också "ekosfär", "gröna bältet" eller "Guldlockzonen" (eftersom det vare sig är för varmt eller för kallt utan precis lagom, och anspelar på folksagan Guldlock och de tre björnarna). I vårt eget solsystem anses den beboeliga zonen sträcka sig från 0,95 till 1,37 astronomiska enheter vilket innebär att jorden befinner sig ganska nära den inre gränsen.
Planeter och månar är de främsta kandidaterna till att vara beboeliga och därmed kapabla att hysa utomjordiskt liv. Gliese 581c, den andra planeten hos den röda dvärgstjärnan Gliese 581 (ungefär 20 ljusår från jorden), är så här långt det bästa exemplet på en exoplanet som ligger i en bana inom den teoretiskt beboeliga zon som omger dess stjärna. 

## Cirkumstellär beboelig zon
Inom vårt solsysystem anses det att en planet måste ligga inom den beboeliga zonen för att kunna uppehålla liv. Den cirkumstellära beboeliga zonen (eller ekosfären) är ett teoretiskt sfäriskt skal som omger stjärnor, där yttemperaturen på eventuella planeter kan tillåta flytande vatten. Just flytande vatten tros vara nödvändigt för liv på grund av dess roll som lösningsmedel i biokemiska reaktioner. 1959 beskrev fysikerna Philip Morrison och Giuseppe Cocconi zonen i en forskningsartikel från SETI.
I sin enklaste variant antar man att en planet, för att ligga i den beboeliga zonen ska ha en yttemperatur mellan vattnets smältpunkt och kokpunkt.  Man beräknar då planetens yttemperatur, {\displaystyle T}, utifrån att det ska råda balans mellan den effekt som en planet tar emot från sin stjärna och den effekt som planeten strålar tillbaka ut i rymden. En stjärna strålar ut en effekt {\displaystyle L}, som kallas för stjärnans luminositet.  På ett avstånd {\displaystyle r} från stjärnan fördelas denna effekt över en sfär med arean {\displaystyle 4\pi r^{2}}, och vi får att flödet är
{\displaystyle F={\frac {L}{4\pi r^{2}}}}.
Om planeten är ett klot med radien {\displaystyle R}, så tar den emot strålningen över en area som är lika stor som planetens tvärsnittsarea {\displaystyle \pi R^{2}}.  En del av denna strålning kommer att omedelbart reflekteras tillbaka ut i rymden, medan resten av strålningen absorberas av planeten.  Planetens albedo, {\displaystyle A}, beskriver hur stor andel av strålningen som reflekteras, och alltså är den andel som absorberas {\displaystyle 1-A}.  Den totala absorberade effekten blir alltså
{\displaystyle (1-A)\pi R^{2}{\frac {L}{4\pi r^{2}}}}.
Denna effekt balanseras av att planeten samtidigt strålar ut en lika stor effekt i rymden.  Som en första approximation antar man att hela planetens yta med arean {\displaystyle 4\pi R^{2}} strålar som en svart kropp enligt Stefan-Boltzmanns lag, där emissiviteten per areaenhet är {\displaystyle \sigma T^{4}}.  Alltså blir den utstrålade effekten
{\displaystyle 4\pi R^{2}\sigma T^{4}}.
Genom att sätta dessa båda effekter lika med varandra får man fram att planetens temperatur blir
{\displaystyle T=\left[{\frac {\left(1-A\right)L}{16\pi \sigma r^{2}}}\right]^{1/4}}.
Om man tillämpar detta uttryck på jorden får man fram att jordens temperatur borde vara -26 C, vilket skulle betyda att jorden ligger utanför den beboeliga zonen.  I den här beräkningen har man inte tagit hänsyn till effekten av växthusgaser såsom vatten, koldioxid och metan.  Dessa absorberar en del av den strålning som jorden strålar ut, vilken ligger i det infraröda området, och strålar sedan tillbaka den mot jorden, som därigenom värms upp mer.  I mer detaljerade modeller så bestäms den inre gränsen för den beboeliga zonen av när instrålningen leder till en lavinartat växthuseffekt på grund av att vattnet förångas och ger en allt starkare växthuseffekt, och den yttre gränsen bestäms av när koldioxiden fryser ut ur atmosfären och inte längre bidrar till en växthuseffekt.  Det finns också andra effekter som påverkar yttemperaturen på en planet, till exempel rotationsaxelns lutning.  Situationen blir än mer komplicerad för en måne som kretsar kring en planet.  Bortsett från att den tar emot strålning från sin stjärna, kommer den också att ta emot strålning från sin planet och planetens tidvattenskraft kan därtill bli ännu en värmekälla.  En måne skulle därför kunna ha en högre temperatur än sin planet, och Heller och Barneshar visat att man kan tala om en cirkumplanetär beboelig zon, som, förutsatt att planeten ligger i den cirkumstellära beboeliga zonen, bara har en inre kant innanför vilken uppvärmningen från planeten blir alltför stor.
När en stjärna utvecklas blir den ljusare och dess luminositet ökar. Detta flyttar den beboeliga zonen längre och längre bort från stjärnan med tidens gång. För att maximera tiden som liv kan existera skulle en planet idealiskt befinna sig i en bana som håller den inom zonen så länge som möjligt.  Eftersom lättare stjärnor utvecklas långsammare än tyngre stjärnor kommer en planet kring en lätt stjärna generellt att tillbringa en längre tid i den beboeliga zonen.  Å andra sidan så svalnar en tyngre planet av långsammare än en lättare planet och kan då under en längre tid hålla igång plattektonik och en magnetosfär som skyddar planeten från kosmisk strålning.  Därför har Heller föreslagit att en planet som är ett par gånger tyngre än jorden och som rör sig kring en lättare K-stjärna skulle vara en bättre plats för liv att uppstå på än vad jorden är.

### Andra faktorer och osäkerheter
Det finns också andra faktorer som kan påverka om en planet befinner sig i den beboeliga zonen, till exempel atmosfären. Temperaturen hos en planet påverkas av dess atmosfäriska sammansättning av växthusgaser. Ett exempel på detta är planeten Venus som med sin omfattande koldioxidatmosfär har en yttemperatur på omkring 460 °C, betydligt högre än den skulle ha med jordens atmosfär. Planeten är ungefär lika stor som jorden och har en liknande geologisk sammansättning. Idag har Venus extremt lite vattenånga i atmosfären. Med all sannolikhet fördes stora mängder vatten till Venus med kometer och asteroider under solsystemets tidiga historia, precis som de gjorde för jorden. Det är inte otänkbart att Venus kan ha befunnit sig i den beboeliga zonen tidigare när solen inte var lika ljusstark, men om Venus någon gång har haft oceaner har de ångat bort sedan länge. Eventuella spår efter detta tros vara svåra att finna på grund av Venus omfattande vulkanism. På grund av att Venus inte har oceaner eller plattektonik kan inte kolcykeln föra koldioxiden åter ner i planetens inre som är fallet för jorden. Med plattektonik är det möjligt att Venus skulle ha kunnat behålla eventuella oceaner mycket längre. Om det var denna nackdel som fick Venus växthuseffekt att löpa amok eller om planeten helt enkelt inte befinner sig, och kanske aldrig befann sig, i den beboeliga zonen är fortfarande en öppen fråga.
På samma sätt är det svårt att säga om Mars troliga brist på liv beror på att planeten befinner sig utanför den beboeliga zonen eller om planetens egenskaper i sig helt enkelt inte var de rätta. Planetens blygsamma storlek för med sig flera problem, avsaknaden av ett magnetfält (även om planeten troligen hade ett i dess tidigaste historia), en utdöende geologisk aktivitet och en atmosfär som långsamt eroderas bort av solvinden. Det är inte helt orimligt att jorden fortfarande skulle kunna stödja liv om den befann sig i Mars omloppsbana tack vare dess större storlek och andra förutsättningar som talar till jordens fördel, till exempel förekomsten av en stor måne. Det spekuleras också fortfarande i att Mars kan ha omfattande underjordiska vattenreservoarer där liv möjligen kan klamra sig fast än idag, men detta är omtvistat.
Vissa av Jupiters och Saturnus månar misstänks ha oceaner av vatten under ett tjockt istäcke,. Detta gäller främst Jupiters måne Europa men även Ganymedes och Callisto såväl som Saturnus måne Enceladus. Dessa oceaner skulle hållas flytande av de närliggande planeternas omfattande gravitationella tidvattenkrafter som de utövar på månarna. Även Saturnus största måne Titan har spekulerats kunna ha en ovanlig form av liv på dess kalla yta där sjöar av flytande metan och etan kan finnas. Rymdsonden Cassini har sett tydliga tecken på sådana sjöar.
Upptäckten av liv på någon av dessa avlägsna platser, främst icke vattenbaserat liv på Titan, skulle tvinga forskarna att drastiskt revidera teorierna om zonens gränser och kraftigt utöka antalet exoplaneter med tänkbart liv. När solen en dag blir en röd jättestjärna förväntas den beboeliga zonen flyttas utåt i Solsystemet.

## Galaktisk beboelig zon
Området där ett solsystem befinner sig i galaxen kan också vara mer eller mindre fördelaktigt för liv, vilket leder till föreställningen om en möjlig galaktisk livszon. En sådan zon måste ha minst två avgörande egenskaper. För att hysa liv måste dess stjärnor dels ha en lagom nivå av tunga grundämnen dels sällan passera genom Vintergatans spiralarmar.

### Lagom metallicitet
Stjärnans ålder avgör dess halt av tyngre ämnen, eller metallicitet, och en medelålders stjärna som vår sol med knappt 5 miljarder år passar bra. Betydligt äldre stjärnor som bildades i ett tidigare skede består mest av väte och helium och runt dem är det mycket osannolikt att kiselrika jordliknande planeter kan skapas. Tyngre grundämnen som järn, kol, syre och kväve måste dessutom finnas, eftersom de bildar livets komplexa molekyler. Det är ämnen som livet vi känner till tycks ha svårt att klara sig utan.
Innan man 2005 hade helt klart för sig att Vintergatan nu är en stavspiral föreföll det därför rimligt att ett solsystem borde ligga tillräckligt nära det galaktiska centrumet. 
På samma gång måste solsystemet vara nog långt bort från det galaktiska centrumet för att undvika de faror som lurar där. Exempelvis nära möten med andra stjärnor (eller till och med kollisioner mellan stjärnor), plötsliga utbrott av strålning från supernovaexplosioner och från det supermassiva svarta hål som antas ligga på lur nära galaxens centrum. Även om större delen av energin lämnar en supernova som neutrinostrålning, är effekten av annan strålning tillräcklig för att lysa upp en hel galax. Skador på levande organismer är oundviklig även på 100 ljusårs avstånd. Eftersom strålningriskerna är avsevärt större nära galaxens mitt, kommer skapande av komplexa molekyler att försvåras. Många galaxer har också förbrukat större delen av den interstellära gasen i dessa områden och bildar inte lika många stjärnor där längre som de gör i utkanten av galaxen. 
Studier har visat att i regioner där nivån av tyngre ämnen är väldigt hög, är sannolikheten mycket större för att stjärnan har enorma planeter i en kort omloppsbana. De gravitationella tidvattenkrafterna som utövas på dessa planeter skulle störa banorna för eventuella jordliknande planeter i den beboeliga zonen längre ut, något som troligen skulle förstöra dem innan livet har en chans att uppstå. Av dessa skäl finns osäkerheter när det gäller var den beboeliga zonen i en galax kan ligga.

### Fåtal spiralarmspassager
Passage genom Vintergatans spiralarmar ökar också sannolikheten för att ett livbärande stjärnsystem ska råka illa ut. Större delen av Vintergatans stjärnor rör sig med nästan samma hastighet i cirkelrunda banor runt galaxens centrum. En stjärna nära centrum har därför kortare omloppstid än en i skivans periferi. Spiralarmarna är en förtätning som bildar deras mönster, vilket också vrider sig kring centrum. Mönstret rör sig så att individuella stjärnor i områden drygt halvvägs ut på spiralarmarna rör sig med samma hastighet som själva spiralmönstret har där. Stjärnor där i utrymmet mellan armarna kommer därför undgå att passera dessa. Stjärnor närmare mitten av galaxen hinner ikapp spiralarmarna, medan stjärnor längre ut som blir upphunna av mönstret likaså får uppleva många passager.
Att spiralarmspassage hotar livet beror även här på risk för supernovaexplosioner ”i närheten”. Här tillkommer kraftig UV-strålning från nya stjärnor som företrädesvis föds just i spiralarmarna. Bland dem finns blå och extremt heta massiva stjärnor som avverkar sina liv på någon miljon år och sedan exploderar som supernovor, innan de hunnit lämna spiralarmen. Om en supernova skulle inträffa inom 100–200 ljusår från solen kan det innebära jordelivets undergång. Indikationer finns att några historiska klimatförändringar med massutdöenden av arter kan knytas till troliga spiralarmspassager. Rörelserna i Vintergatan är dock inte tillräckligt kända för att tillåta prognoser. Till detta kommer Spitzerteleskopets resultat 2005 att galaxens stav var större än väntat.

### Stavens roll
En galaxstav är uppbyggd av gas och rymdstoft plus stjärnor som rör sig i speciella resonansmönster. Staven förändrar spiralgalaxens gravitationsfält och därmed stjärnornas cirkelbanor långt utanför stavens ändar. Utanförliggande stjärnor kan såväl förlora som vinna rörelseenergi från staven. En vinst medför att banan blir vidare och kan, om hastigheten blir stor nog, få stjärnan att lämna galaxen. 
I vår egen galax (Vintergatan) tros den beboeliga zonen vara en långsamt expanderande torusliknande region omkring 25 000 ljusår från galaxkärnan. Stavens komplikationer medför att en sådan zon inte enkelt kan definieras, utan vi får i stället räkna med ett stort antal spridda möjliga livsbärande platser och vissa kan till och med vara utkastade ur galaxen.
Andra galaxer kan ha andra zoner, eller ingen alls. Framtida tekniker kan hjälpa oss att bättre avgöra antalet och lägena för jordliknande planeter i galaxen.

## Guldlocks fenomen
Guldlocks fenomen avser nödvändigheten att planeten har en sådan storlek och temperatur för att vara "precist lagom" för att hysa liv. Termen är hämtad från Guldlock och de tre björnarna, sagan om flickan som föredrog sin gröt "inte för varm och inte för kall". Vårt solsystems beboeliga zon är på samma gång inte för varm och inte för kall för att liv ska kunna existera. Astronomen James Lovelock, förespråkare av Gaiahypotesen, anses ha myntat konceptet. Men gränserna är diffusa, något livet på jorden om inte annat har visat oss. Extremofiler är samlingsnamnet på en rad arter som på ett eller annat sätt är specialiserade för att överleva i en extrem miljö, allt från -15°C kallt salthaltigt vatten i Antarktis till 121°C varmt vatten i djuphavsskorstenar (engelska: deep sea thermal vents).

## Kritik
Konceptet om en beboelig zon har kritiserats, bland annat av Ian Stewart och Jack Cohen i deras bok Evolving the Alien av två skäl: Det första är att hypotesen antar att allt utomjordiskt liv har exakt samma krav som jordbaserat liv. Det andra är att även om man anser att det är så kan andra omständigheter resultera i beboeliga planeter långt utanför zonen. Bland annat misstänks som tidigare nämnts oceaner finnas under tjocka istäcken på vissa av Jupiters och Saturnus månar. Existensen av extremofiler på jorden kan göra liv på Europa mer sannolikt, trots det faktum att Europa inte ligger i den cirkumstellära beboeliga zonen. Den planetära biologen Carl Sagan ansåg att liv kanske också kunde vara möjligt i molnen på gasjättarna själva. En upptäckt av någon form av liv i en sådan miljö skulle drastiskt förändra synen på den beboeliga zonen.